# Acanthogorgia aldabra
Acanthogorgia aldabra is een zachte koraalsoort uit de familie Acanthogorgiidae. De koraalsoort komt uit het geslacht Acanthogorgia. Acanthogorgia aldabra werd in 1996 voor het eerst wetenschappelijk beschreven door Bayer. 